# Stożek torrencjalny
Stożek torencjalny, stożek torrencjalny – nierównomierne nagromadzenie bloków i głazów wśród masy ilasto-mułowej o stromej, przekraczającej 10° nachylenia powierzchni. Tworzy się głównie przy wylocie stromych dolin wciosowych, żlebów lub w efekcie nagłych roztopów albo silnych opadów.